# West Virginia University

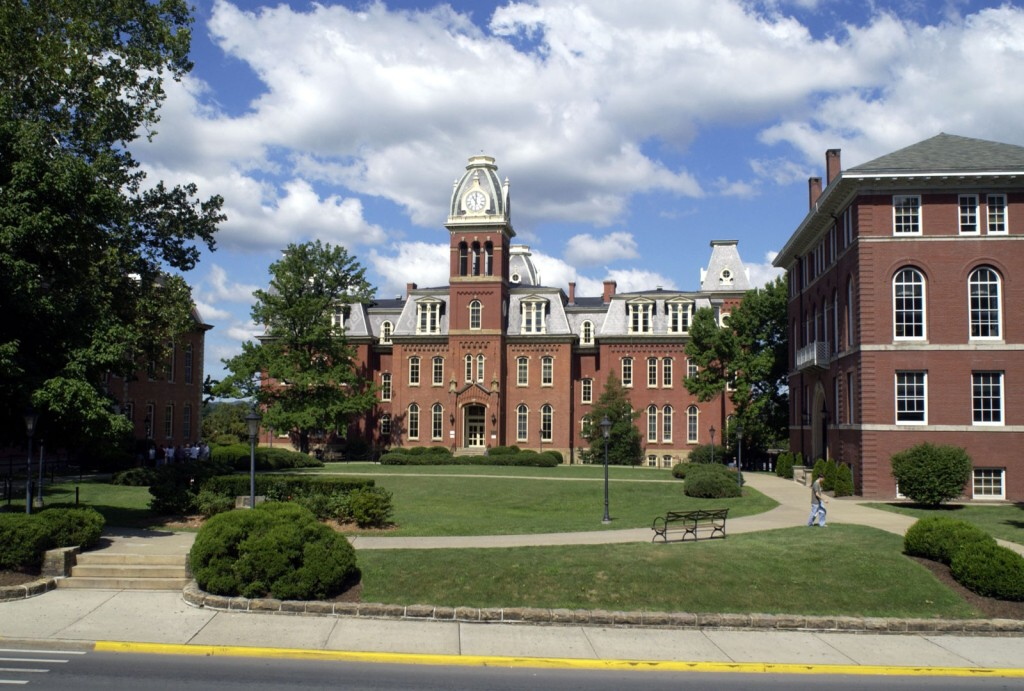
Woodburn Hall

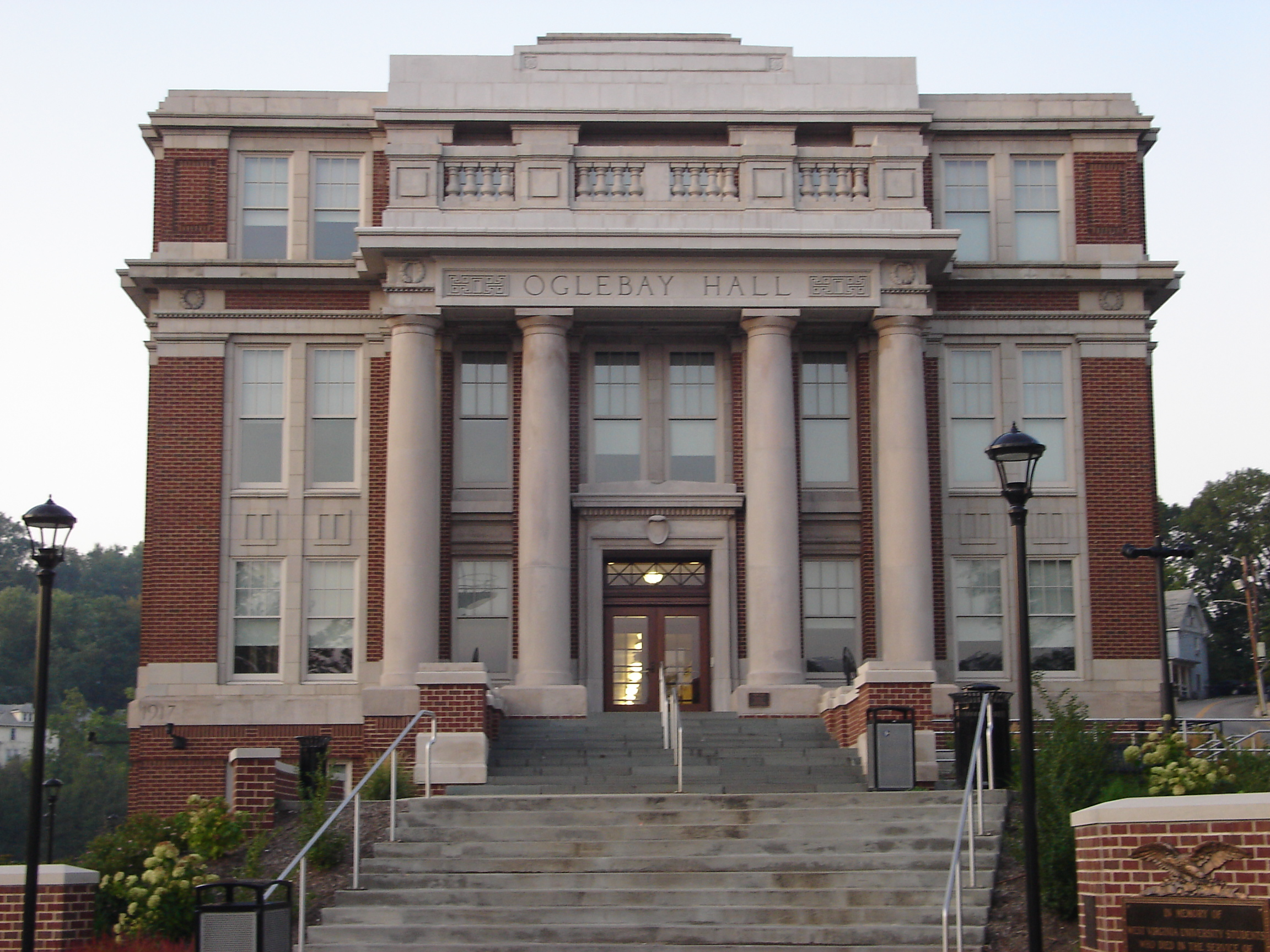
Oglebay Hall

Die West Virginia University (WVU) ist eine staatliche Universität in Morgantown im US-Bundesstaat West Virginia.
Im Herbst 2007 waren 28.113 Studenten aus allen US-Bundesstaaten und aus 89 anderen Nationen eingeschrieben, die sich fast gleichmäßig auf beide Geschlechter verteilten (51 % männlich, 49 % weiblich). Insgesamt 25 Rhodes-Stipendiaten haben an der Hochschule studiert; damit gehört die WVU in Bezug auf die Anzahl der Stipendiaten zu den Top-10 unter den staatlichen Universitäten.
An der Universität gibt es ein US-weit bekanntes Programm für Forensik.

## Standorte
Neben dem Hauptcampus in Morgantown gibt es weitere Standorte in Parkersburg und  Keyser. Zudem gehören das West Virginia University Institute of Technology in Montgomery und ein Campus für Medizin und Zahnmedizin am Charleston Area Medical Center in Charleston zur Universität.
Die West Virginia University in Morgantown hat drei Campus, welche durch ein eigenes Transportsystem, eine fahrerlose Einschienenbahn mit dem Namen PRT (Personal Rapid Transit) verbunden werden.
Die Namen der Campus lauten: Downtown Campus, Evansdale Campus und Health Sciences Campus.

## Sport

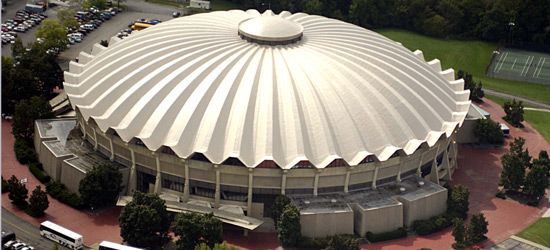
Das Coliseum

Die Sportteams der WVU werden die Mountaineers genannt. Die Hochschule ist Mitglied in der Big 12 Conference.

### Basketball
Die Basketball-Mannschaft der Mountaineers hat besonders in den letzten Jahren sehr gute Ergebnisse erzielt, insbesondere in der Zeit mit dem deutschen Johannes „Joe“ Herber (2002–2006) gelangen einige Erfolge: Im Jahre 2005 im Regional-Finale (Elite Eight) verlor die Mannschaft erst in Verlängerung, 2006 erreichte sie die Sweet Sixteen.
2007 konnte sie sich zwar nicht für die NCAA-Meisterschaft qualifizieren, jedoch gewann sie die NIT-Meisterschaft.
2008 erreichte sie überraschenderweise wieder die Sweet Sixteen, nachdem sie in der Runde zuvor gegen den haushohen Favoriten Duke University gewonnen hatte. Sie unterlag im Sweet Sixteen Match der Xavier University in der Verlängerung.

### Football
In der Football-Saison 2007/08 ereignete sich für die Mountaineers-Fans dramatisches.
Am letzten Spieltag der Saison verloren sie auf eigenem Platz gegen die Pittsburgh Panthers (University of Pittsburgh) im 100 Backyard Brawl mit 9:13 und verpassten so die Chance, im BCS National Championship Game der Bowl Championship Series zu spielen. Die nächste Hiobsbotschaft folgte direkt hinterher, als Cheftrainer Rich Rodriguez seinen Wechsel zur University of Michigan bekannt gab. So musste nun innerhalb von vier Wochen ein neuer Trainer gefunden werden, da trotz der Niederlage gegen Pittsburgh die Mountaineers als Sieger der Big East eingeladen worden waren, im sogenannten Fiesta Bowl (ein anderer Bowl aus der BCS-Serie) gegen die University of Oklahoma zu spielen. Neuer Trainer wurde ein Einheimischer, Bill Stewart, mit dem man den Fiesta Bowl gewinnen konnte.

## Persönlichkeiten

### Dozenten
- Snehalata V. Huzurbazar, Mathematikerin
- Martin Walser (Gastdozent 1976), Schriftsteller

### Absolventen
- Tavon Austin – American-Football-Spieler
- William Bishop – Schauspieler
- Kadeisha Buchanan – kanadische Fußballspielerin
- Jay Chattaway – Komponist zahlreicher Filmmusiken für Star Trek
- Stephen Coonts – New-York-Times-Autor
- Edward Etzel – Sportschütze, Olympiasieger 1984, Professor der WVU
- Johannes „Joe“ Herber – deutscher Basketballspieler
- Chuck Howley – American-Football-Spieler
- Sam Huff – American-Football-Spieler
- Don Knotts – Schauspieler
- Joe Manchin – Der 34. Gouverneur von West Virginia
- Pat McAfee – American-Football-Spieler
- Jerome Alan „Jerry“ West und Rod Hundley – WVU- und NBA-Basketball-Spieler
- Mohammed Shabir – palästinensischer Wissenschaftler und Kandidat für das Amt des Ministerpräsidenten der Palästinensischen Autonomiegebiete
- Geno Smith – American-Football-Spieler
- Joe Stydahar – American-Football-Spieler und -Trainer
- Virginia Thrasher – Sportschützin, Olympiasiegerin 2016
- Steve Harvey – Entertainer und Moderator